# (8866) Tanegashima
(8866) Tanegashima (1992 BR) – planetoida z pasa głównego asteroid okrążająca Słońce w ciągu 5,51 lat w średniej odległości 3,12 au. Odkryta 26 stycznia 1992 roku.